# Bercloux
Bercloux település Franciaországban, Charente-Maritime megyében. Lakosainak száma 447 fő (2022. január 1.). Bercloux Authon-Ébéon, Brizambourg, Écoyeux, Migron, Nantillé és Saint-Hilaire-de-Villefranche községekkel határos.

## Népesség
A település népességének változása:
| Lakosok száma | 381  | 332  | 312  | 355  | 452  | 442  | 439  | 443  | 445  | 447  |
|               | 1968 | 1982 | 1990 | 2006 | 2013 | 2015 | 2017 | 2019 | 2020 | 2022 |